# Chincul
Chincul SACAIFI fue una compañía de fabricación de aeronaves de Argentina. La compañía construyó bajo licencia de Piper Aircraft. Fue una filial de esta bajo dominio de la empresa La Macarena S. A., el distribuidor argentino de Piper.

## Historia
En respuesta al envejecimiento considerable y reducción del inventario de la flota de aire del país, el FAA animó un plan para la sustitución progresiva de la flota a través de fabricantes de origen nacional.
Por esto, el hacendado de Buenos Aires, José María Beraza, apadrinado e inspirado por el presidente de la Nación en ese momento Don Alejandro Agustín Lanusse, decidió afrontar dicho desafío.
La inauguración de la planta se produjo el 12 de diciembre de 1972.
Se decidió fabricar aviones bajo licencia de Piper Aircraft Corporation, la fábrica de aeronaves livianas más grande del mundo, con bases en Lock Haven, Vero Beach, Renovo y Quehanna, de Estados Unidos, Gracias al plan de producción bajo licencia  de Piper para producir aeronaves en el extranjero, este preveía el montaje en países del tercer mundo emergentes, con el beneficio principal de la penetración comercial y la reducción de costos en mano de obra que ello implicaba.
Gracias a las promociones industriales, que daban reducciones y diferimientos impositivos a determinadas zonas del país, llevaron a los dueños de Chincul a instalarse en la localidad de Pocito en la provincia de San Juan. 
Allí se construyeron dos hangares: De terminaciones, y de producción:  de 70 m de frente por 110 m de largo. Junto con otros sectores y talleres anexos, la superficie total cubierta alcanzó a 14.000 m² cubiertos.
Época de oro de Chicul:
La planta mantenía un proceso simultáneo con 10 líneas de ensamblaje, con unos  450 empleados (entre técnicos y mecánicos aeronáuticos), trabajaban las 24 horas, los 365 días del año "24x7". 
En total produjeron unos 960 aviones, lo que se constituyó en un récord absoluto y una demostración de la capacidad industrial del país.
Años finales y la quiebra:
Al promediar la década del ’80, la planta Sanjuanina inició una lenta pendiente decreciente debido al proceso inflacionario que se vivió por entonces, sumado a la quiebra de su casa madre Piper Aircraft. 
El establecimiento cuyano de los Beraza intentó mantener la producción un tiempo más, pero 10 años de retrocesos, se lo impidieron. 
Finalmente entre 1991 y 1994 se produjo la última serie del modelo PA-18 Super Cub, cesando definitivamente la actividad el 31 de enero de 1995, fecha en que fueron cerrados sus portones de la planta de Pocito. 
Hoy las instalaciones ofrecen la imagen de un triste abandono, que contrasta de manera cruda con aquellas naves industriales cubiertas de aviones. 

## Producción

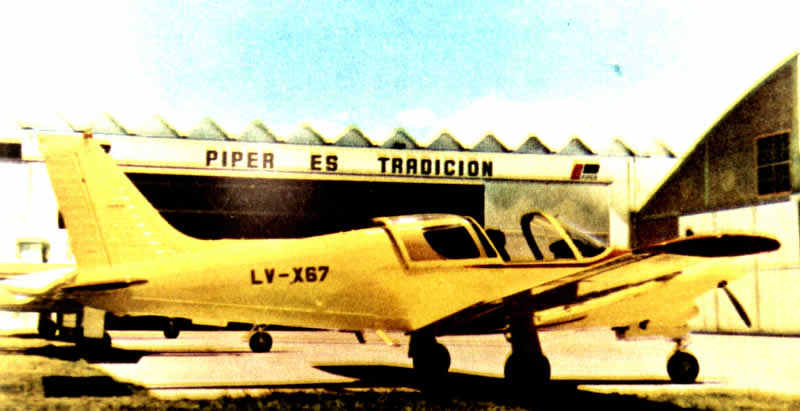
PA-28 Arrow - Construido por Chincul

Chincul Fabricado bajo licencia Piper:
- Piper PA-28 Cherokee — 960[2]
- Piper PA-31 Navajo[3]
- Piper PA-32 Cherokee Six — 26[4]
- Piper PA-38 Tomahawk

### Otros modelos
Chincul tenía un proyecto de fabricación de los helicópteros,  Bell 212 bajo licencia, en la provincia de San Juan.

## Otras lecturas
- Chincul, la planta que en San Juan llegó un fabricar casi mil aviones, "Los Andes" diario, 12 de septiembre de 2006   (accedido 2016-07-14)